# Kazajistán en los Juegos Paralímpicos de Pekín 2022
Kazajistán estuvo representado en los Juegos Paralímpicos de Pekín 2022 por cinco deportistas masculinos.

## Medallistas
El equipo paralímpico kazajo obtuvo las siguientes medallas:
| Nombre            | Deporte | Evento                 |
| ----------------- | ------- | ---------------------- |
| Oro               |         |                        |
| —                 |         |                        |
| Plata             |         |                        |
| —                 |         |                        |
| Bronce            |         |                        |
| Alexandr Guerlits | Biatlón | 10 km de pie masculino |